# 방축도항
방축도항은 전북특별자치도 군산시 옥도면 말도리에 위치한 어항이다. 2003년 8월 8일 지방어항으로 지정되었다. 시설관리자는 군산시장이다.

## 어항시설
- 선착장 80m, 방파제 85m